# Il paese del sesso selvaggio
Il paese del sesso selvaggio è un film del 1972 diretto da Umberto Lenzi.
La pellicola è ricordata per aver inaugurato il genere cannibal movie.

## Trama
Bradley, fotografo inglese, uccide un uomo per legittima difesa, venendo in seguito ricercato dalla polizia locale. Decide, quindi, di inoltrarsi nelle foreste selvagge della Birmania per fuggire ai controlli e continuare il suo reportage. Qui, viene catturato da un gruppo di indigeni che vivono allo stato brado. Costretto a lavorare per loro, si innamorerà, alla fine, di Maraya, figlia del capo tribù  

## Produzione

### Sceneggiatura
L'idea originaria è di Emmanuelle Arsan, l'inventrice dell'omonima eroina letteraria e cinematografica. Il copione, invece, è stato scritto da Francesco Barilli, al suo esordio come sceneggiatore cinematografico. Il produttore Assonitis chiese al giovane emergente di redigere una storia simile a quella de Un uomo chiamato Cavallo.

### Riprese
Le scene urbane sono state girate a Bangkok. La maggior parte della trama è ambientata nei dintorni incontaminati della Thailandia.

### Cast
Primo lungometraggio in cui recita l'attrice Me Me Lay, celebre per aver partecipato a numerosi cannibal movie, la maggior parte del cast è composta da attori non professionisti.

## Distribuzione

### Data di uscita
Uscito nelle sale cinematografiche italiane l'8 agosto 1972, fu, successivamente, esportato all'estero, dove ottenne ottimi incassi, soprattutto in Germania. È conosciuto, a livello internazionale, col titolo Man from Deep River.

### Divieti
Il paese del sesso selvaggio presenta numerose sequenze aggressive. In particolare, sono state inscenate mutilazioni, nudi integrali e violenza reale ai danni di animali. Il film, pertanto, entrò nella lista inglese dei cosiddetti video nasty. Fu vietato ai minori di 18 anni.

### Edizioni home video
È stato proposto in formato home video, edito dalla collana Raro Video, in collaborazione con la rivista Nocturno.

## Sequel
Il produttore Assonitis, a seguito dell'ottimo successo, contattò nuovamente Lenzi per redigere un sequel. I due, alla fine, non si accordarono. Fu, pertanto, proposto a Ruggero Deodato di girare un nuovo lungometraggio, sempre a sfondo esotico-cannibale. Nacque così l'idea di Ultimo mondo cannibale.